# Karlsplatz (Wien)

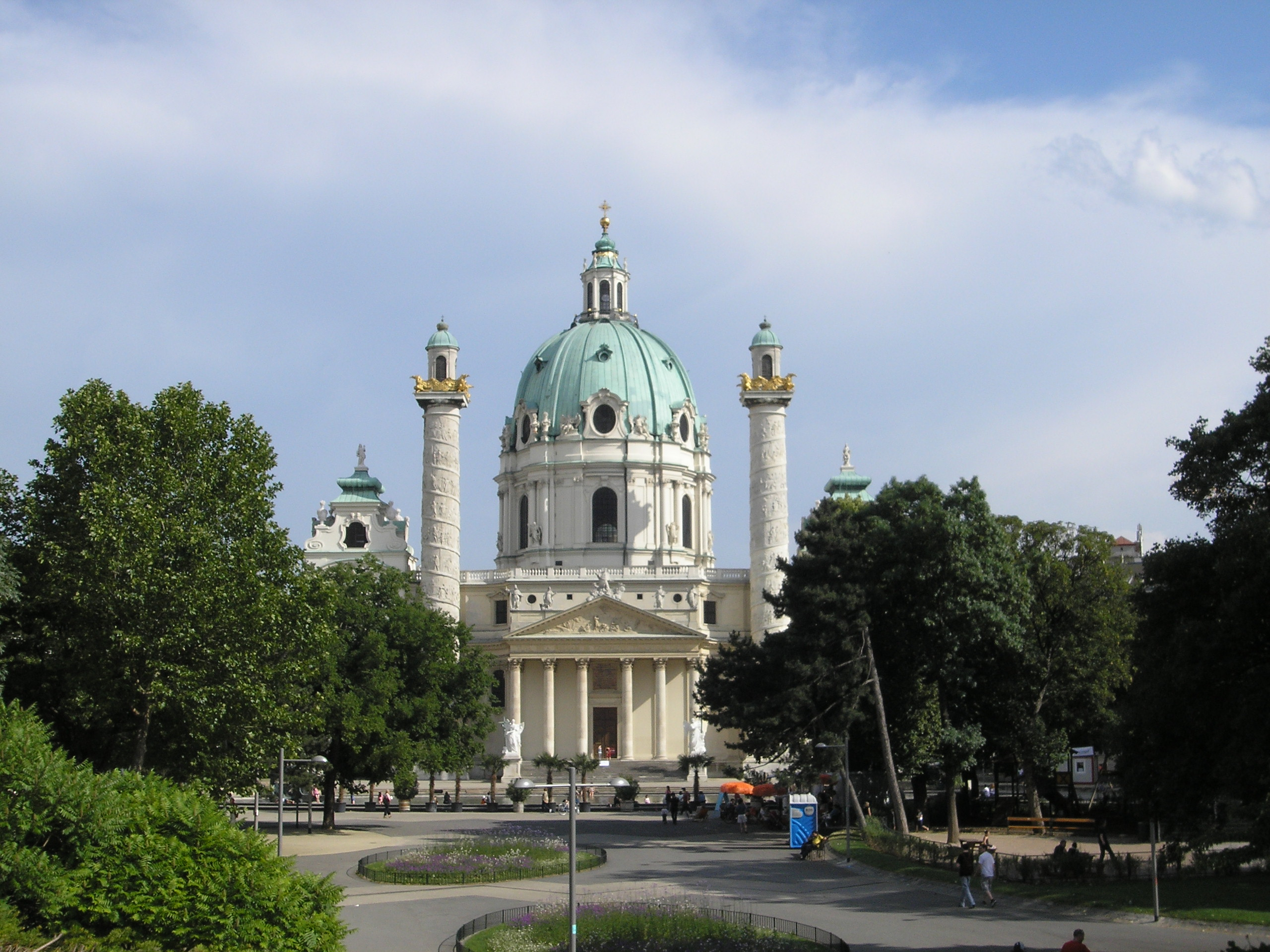
Resselpark und Karlskirche

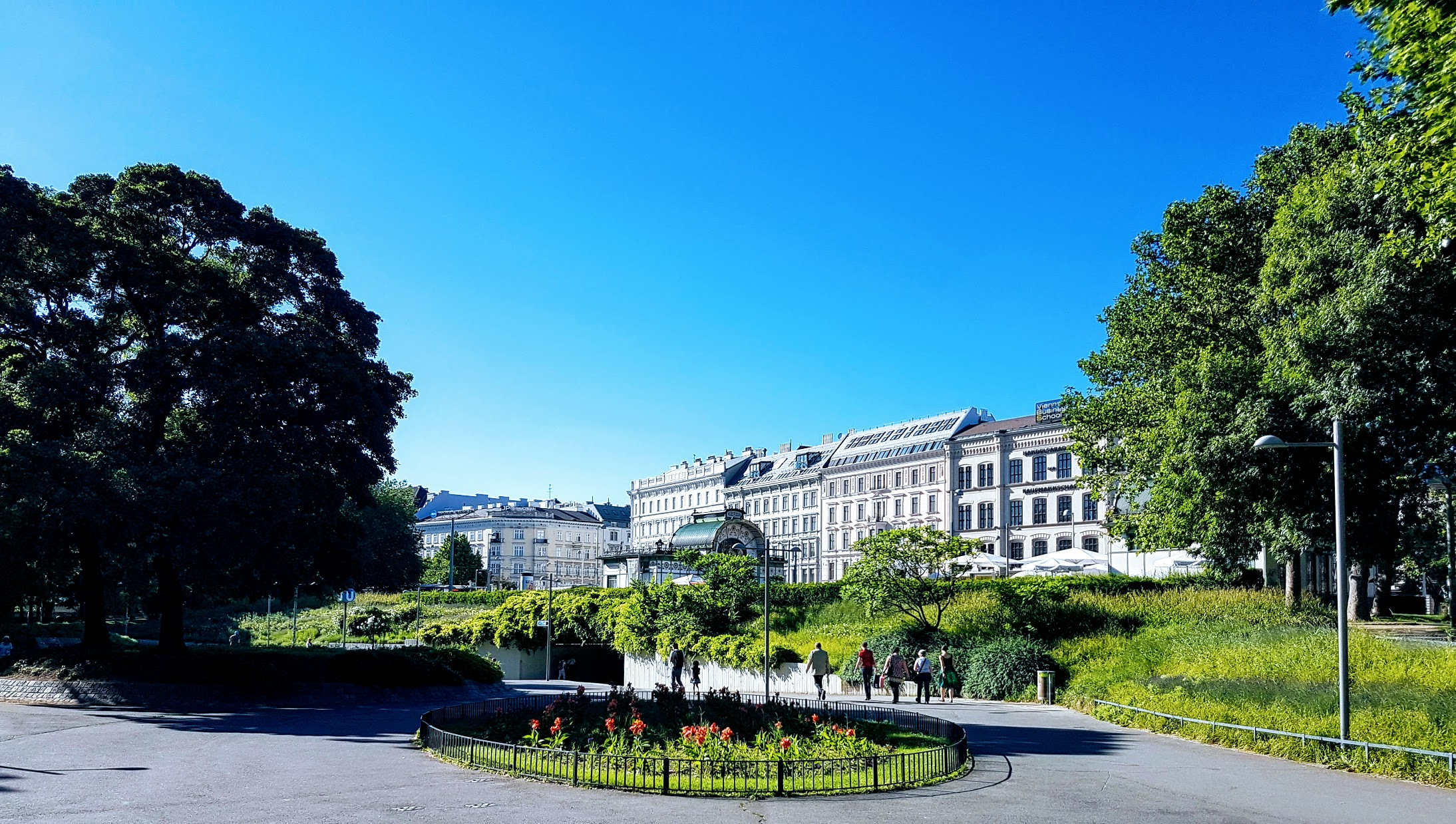
Resselpark (2017)

Der Karlsplatz liegt an der Grenze zwischen den Wiener Gemeindebezirken Innere Stadt und Wieden. Der Platz wird mehrfach von stark frequentierten Straßenzügen durchquert und ist somit in verschiedene mehr oder minder stark voneinander getrennte Areale gegliedert. Durch die 1894 bis 1900 durchgeführte Regulierung und Überplattung des Wienflusses entstanden, wurde er im Jahr 1899 nach Kaiser Karl VI. benannt. Dieser hatte während der Pestepidemie der Jahre 1713/14 ein Gelübde abgelegt, eine Kirche errichten zu lassen, die von 1716 bis 1737 gebaute Karlskirche.

## Geschichte
Bevor der Karlsplatz zum Platz wurde, gab es hier die dekorative Elisabethbrücke über den Wienfluss, 1854 errichtet und nach der Frau von Kaiser Franz Joseph I. benannt; die beiden hatten im gleichen Jahr geheiratet. Die Brücke wurde 1867 mit Standbildern ausgestattet, die seit 1902 auf dem Rathausplatz vor dem Wiener Rathaus stehen. Am 20. April 1897 wurde die Brücke gesperrt und dann abgerissen.
Immer wieder gab es in der Folge Versuche, den durch die Einwölbung des Wienflusses entstandenen langgestreckten Platz umzuplanen und mit neuen wahrzeichenhaften Gebäuden zu versehen. Etwa ein Jahrzehnt zog sich etwa vor 1914 die Kontroverse um Otto Wagners Stadtmuseum hin. Der Architekt präsentierte 1900 ein so genanntes „Agitationsprojekt“, das in der Secession ausgestellt wurde. Am 7. Mai 1901 schrieb daraufhin der Wiener Gemeinderat einen Architekturwettbewerb aus – es kam im Spätherbst 1901 zu einer Vorkonkurrenz und im Frühjahr 1902 zu einem engeren Wettbewerb. Bei diesem wurde das konventionell historistische Projekt Friedrich Schachners prämiert.
Daraufhin begann ein Tauziehen „hie Wagner – hie Schachner“ unter reger Beteiligung der kunstinteressierten Öffentlichkeit. Im Frühjahr 1903 wurden zwei plastische Modelle angefertigt und öffentlich zur Schau gestellt, was aber nichts zur Entschärfung der Gegensätze beitrug. Der an sich Otto Wagner wohlgesinnte, aber auf seine Popularität bedachte Bürgermeister Karl Lueger lavierte und hielt sich bedeckt. In einer Pressekonferenz vom 3. November 1907 lobte er zwar beispielsweise Wagners Projekt, sprach sich aber gegen eine Fassade nach Art des Postsparkassenamtes aus.
Daraufhin mobilisierte Fürstin Pauline von Metternich konservative Mitglieder des Hochadels gegen das Projekt, deren Petition binnen kurzem 6000 Unterstützungsunterschriften erhielt. Am 22. Oktober 1909 erklärte Lueger, er persönlich trete für die Schmelz als Bauplatz des Kaiser-Franz-Josef-Stadtmuseums ein. Im Jänner 1910 kam es am Karlsplatz allerdings noch zur Aufstellung eines Wagner’schen Fassadensegments in Originalgröße. Nach dem Tod Luegers beschloss der Gemeinderat am 14. Juli 1911 die Errichtung des Stadtmuseums auf der Schmelz – aber auch diese kam letztlich nicht zustande.
In der Zwischenkriegszeit entstanden am Karlsplatz vornehmlich temporäre Gebäude (etwa ein Einkaufszentrum an der Stelle des heutigen Wien Museums), nach 1945 dominierten die Überlegungen der Verkehrsplanung (allerdings kam es nicht zu den von Georg Lippert und anderen vorgeschlagenen Hochstraßenlösungen).
Den Karlsplatz betreffende Architektenwettbewerbe wurden 1946, 1966, 1969 (betreffend U-Bahn-Bau) und 1971 (betreffend die Gartengestaltung) durchgeführt. Die realisierte Planung mit dem vom schwedischen Gartenarchitekten Sven Ingvar Anderson konzipierten ovalen Teich begegnete 1976/1977 schärfster Kritik – Clemens Holzmeister zeigte sich etwa „erschüttert“ über die Wasserfläche vor der Karlskirche, die Medien sprachen vom „Chaosplatz“. Ungeachtet dieses sehr negativen Presseechos erscheint die Akzeptanz der erheblich vergrößerten Grünanlage Resselpark (und ihres Teichs) heute relativ hoch. Im Zuge der 2006 von Jakob Fina neu gestalteten Bepflanzung aller Grünanlagen des Karlsplatzes wurden der Esperantopark und der Girardipark geschaffen.

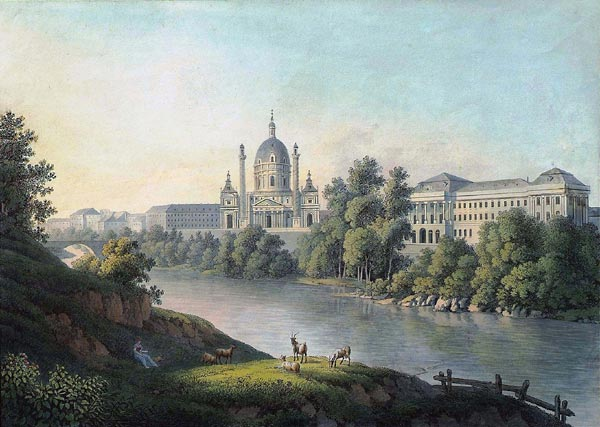
Johann Friedrich Wizani: Die Karlskirche am unverbauten Wienfluss, 1822
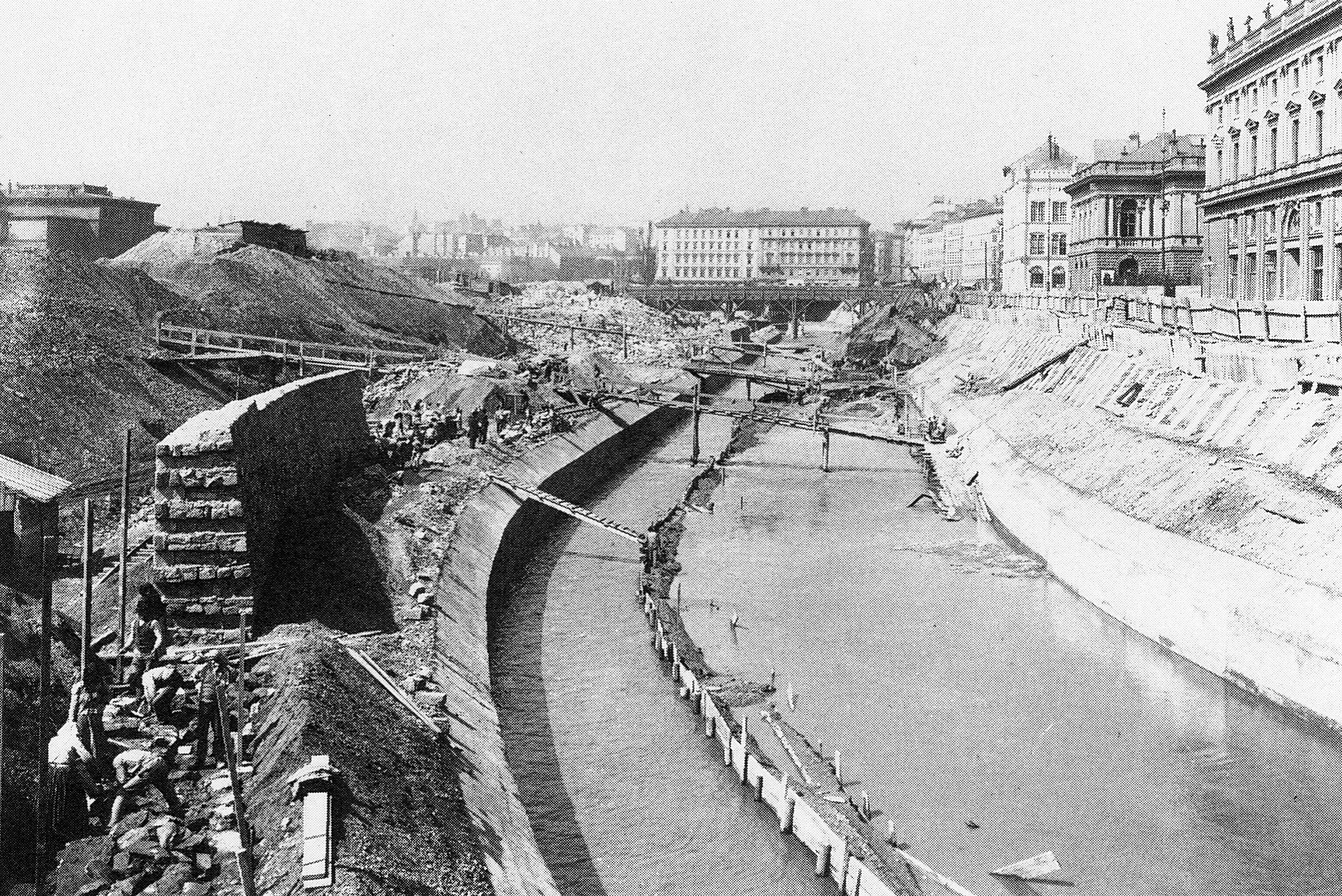
Die Regulierung der Wien, 1898
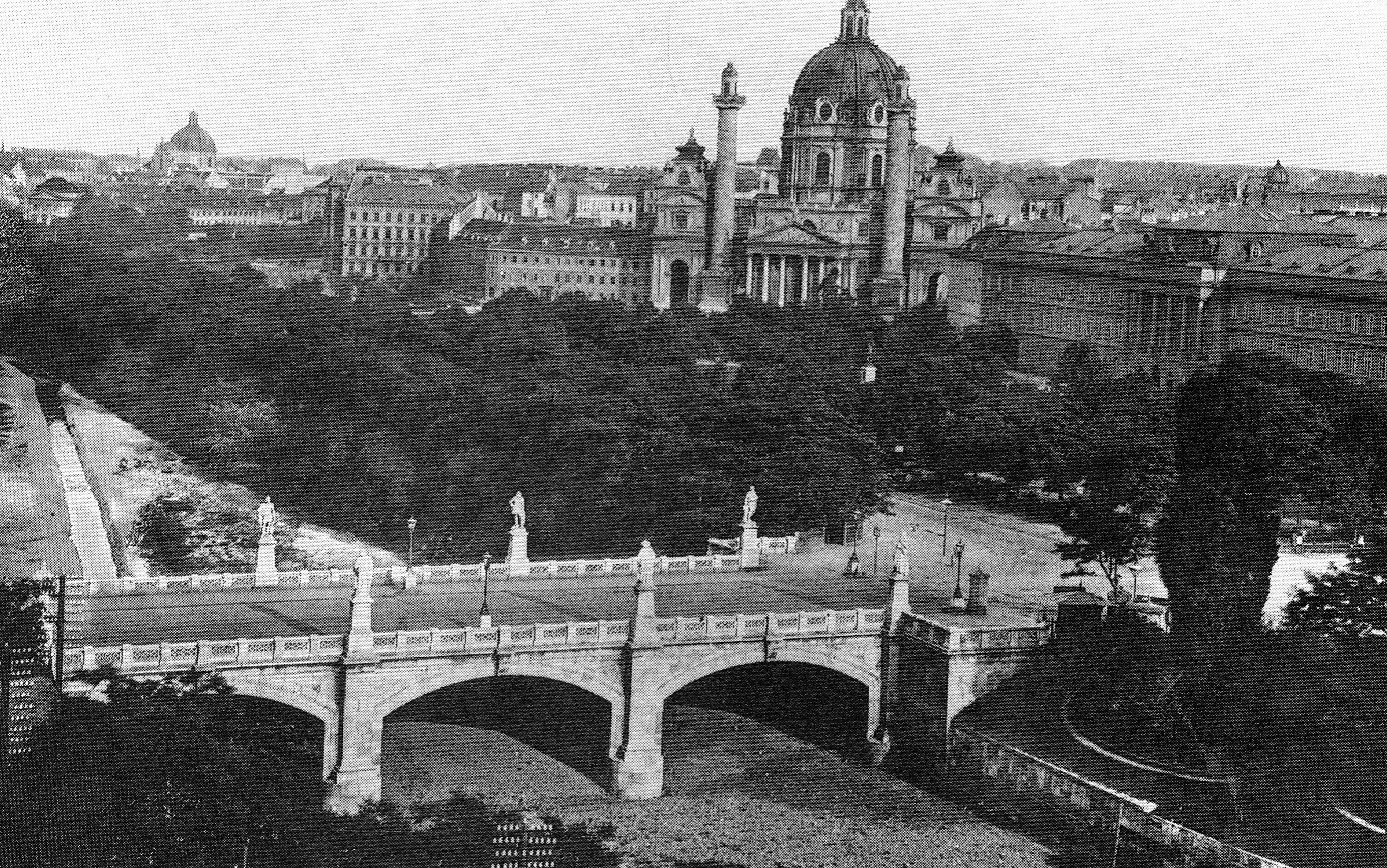
Elisabethbrücke um 1895
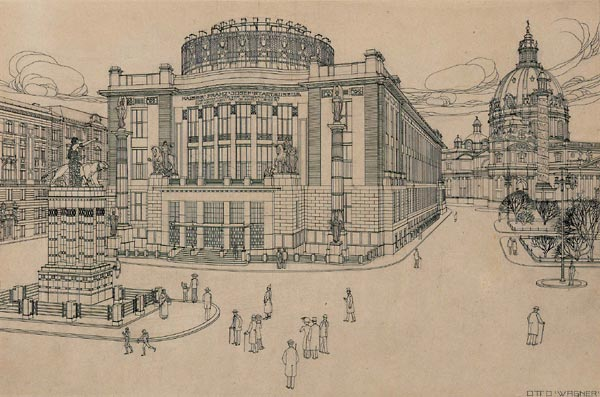
Otto Wagners Entwurf für die Neugestaltung des Platzes (1909)
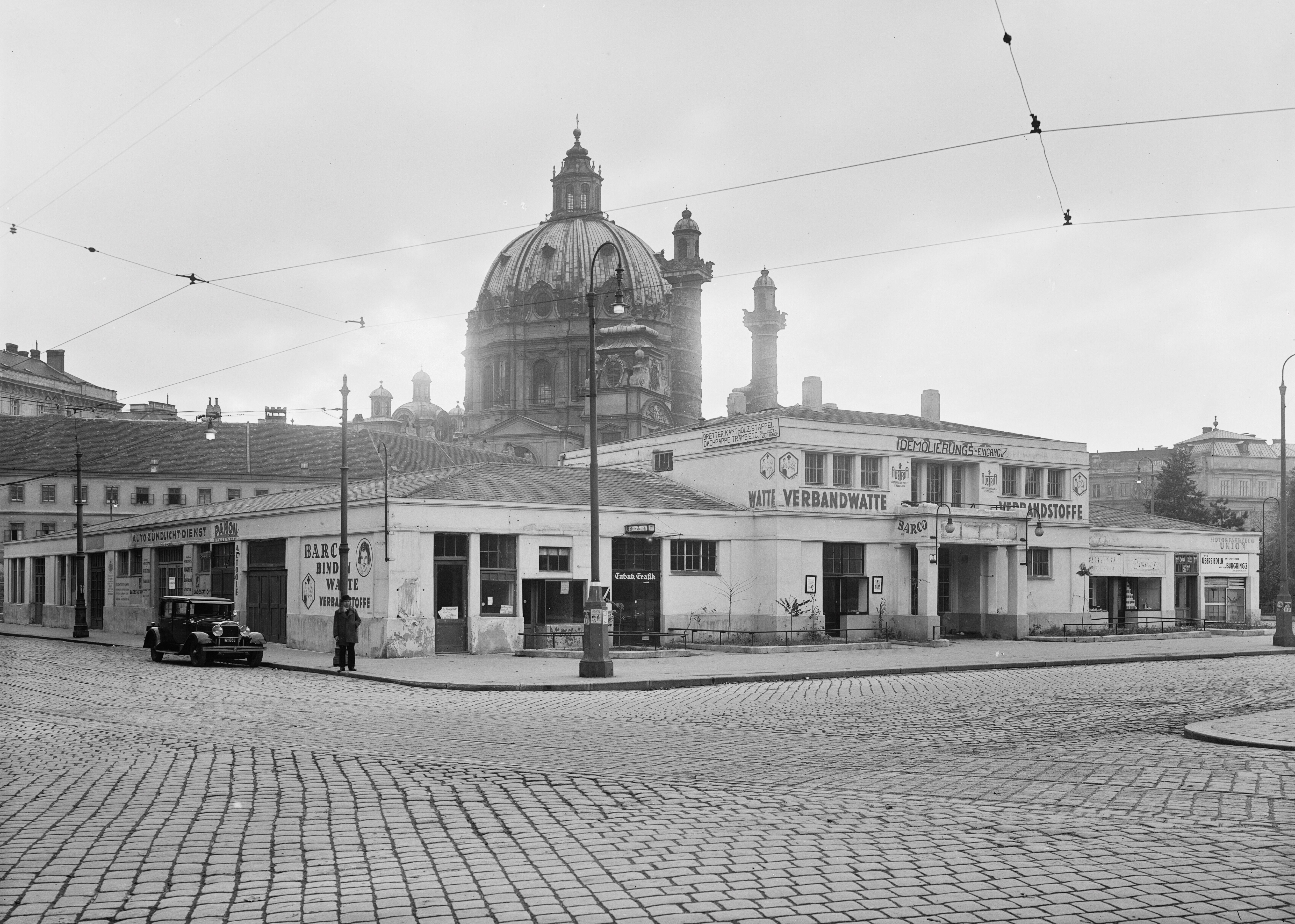
Die „Verkaufshallen am Karlsplatz“ (1934)

## Verkehr

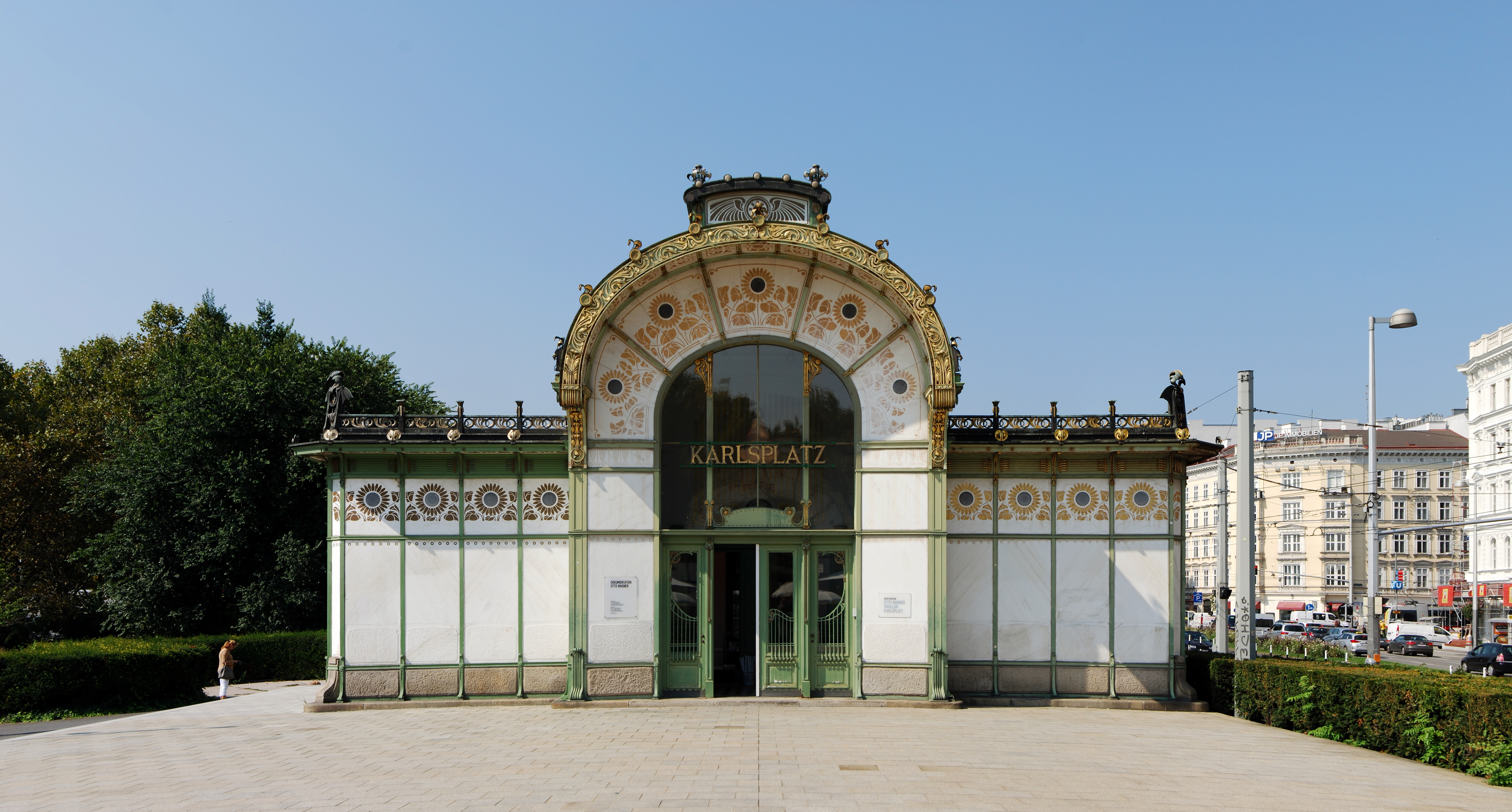
Das heute Otto-Wagner-Pavillon genannte Aufnahmsgebäude der ehemaligen Stadtbahnstation

Der Karlsplatz ist verkehrstechnisch einer der wichtigsten Punkte der Stadt. Fünf Verkehrsflüsse bilden hier einen Knoten:
- über die Wienzeile (B1), die sogenannte „Westausfahrt“ bzw. „Westeinfahrt“ zur am westlichen Stadtrand beginnenden Westautobahn,
- über den Getreidemarkt, die sogenannte „Zweierlinie“, in den Norden und Nordwesten,
- über Operngasse und Kärntner Straße zur Ringstraße im Bereich der Staatsoper als Verbindung in den innerhalb der Ringstraße gelegenen Teil des Stadtzentrums und in den Nordosten der Stadt,
- über die Lothringerstraße (B1) zum Schwarzenbergplatz und weiter bis zum Donaukanal im Bereich der Urania als Verbindung in den Osten,
- über Operngasse und Margaretenstraße in den Süden der Stadt und zur am südlichen Stadtrand beginnenden Südautobahn.

Drei der fünf Wiener U-Bahn-Linien (U1, U2 und U4) kreuzen einander in der Station Karlsplatz. Sie sind hier mit den Straßenbahnlinien 1 und 62, mit den Autobuslinien 4A und 59A sowie mit Regionalbuslinien ins Burgenland und in die Steiermark und mit der Lokalbahn Wien–Baden via Bahnhof Meidling, Vösendorf-Siebenhirten, Shopping City Süd und Wiener Neudorf nach Baden, verbunden. Beim Aufgang „Kärntner Ring“ (Haltestelle „Oper, Karlsplatz“) halten weiters die Straßenbahnlinien 1, 2, D und 71 sowie die Autobuslinie 2A.
Unterhalb der Kärntner Straße bildet die Opernpassage eine belebte Fußgängerverbindung vom Resselpark zum Ring mit Abgängen in die U-Bahn-Station.

### Die „Zweierlinie“
Im Straßenbahnliniennetz von 1907 war die Linie 2 als Verbindung von Getreidemarkt und Lothringerstraße über den Karlsplatz vorgesehen. Die ursprünglich „Lastenstraßenlinie“ genannte Verbindung zwischen Währinger Straße und Praterstern wurde später von zahlreichen Durchgangslinien abgelöst, von denen bis zur Eröffnung der U-Bahn-Linie U2, 1980, die Linien E2, G2 und H2 fuhren. Im Volksmund etablierte sich die Bezeichnung „Zweierlinie“ für diese gemeinsam genutzte Straßenbahnstrecke, die vom Landesgericht für Strafsachen Wien über Getreidemarkt, Karlsplatz, Lothringerstraße und Heumarkt zur Hinteren Zollamtstraße führte.
1966 wurde der Abschnitt zwischen Straflandesgericht und Karlsplatz in den Untergrund verlegt, um an der Oberfläche den Autoverkehr und die zahlreichen kreuzenden Straßenbahnlinien zu entlasten. Die Tunneleinfahrt am südlichen Ende befand sich bis 1980 neben dem Wiener Secessionsgebäude.
Die bis dahin von den Zweierlinien genutzten Gleise über den Karlsplatz sowie durch die Lothringerstraße zum Schwarzenbergplatz blieben nach Inbetriebnahme der U2 samt der Schleife auf dem Karlsplatz als Betriebsgleise bestehen und werden für verkehrsbedingte Kurzführungen auf der Ringstraße sowie als Ausgangspunkt für Nostalgie-Straßenbahnfahrten genützt. Der inoffizielle Begriff Zweierlinie wird heute vor allem für den Straßenzug vom Landesgericht zum Karlsplatz verwendet, gelegentlich auch für seine Weiterführung bis zum Stadtpark (Johannesgasse).

## Architektur
Die größte Fläche des Platzes nimmt an der Südseite der nach dem Erfinder Josef Ressel benannte Resselpark ein. Im Osten bilden die Karlskirche, mit einem davor befindlichen Wasserbecken mit einer Plastik von Henry Moore, sowie das Gebäude des Wien Museums (früher Historisches Museum der Stadt Wien) und Bürogebäude die Begrenzung des Parks. An der Südwestseite wird der Platz vom bis 1818 nach dem Entwurf von Joseph Schemerl von Leythenbach als Polytechnikum errichteten Hauptgebäude der heutigen Technischen Universität (TU Wien) und von der Evangelischen Schule begrenzt.
Im Resselpark finden sich Denkmäler und Büsten unter anderem der Erfinder Josef Ressel, Siegfried Marcus und Josef Madersperger wie auch des Komponisten Johannes Brahms (siehe Brahms-Denkmal), an der Nordseite die von Otto Wagner im Jugendstil errichteten Aufnahmsgebäude der ehemaligen Station Karlsplatz der Wiener Dampfstadtbahn beziehungsweise der aus dieser hervorgegangenen Wiener Elektrischen Stadtbahn.

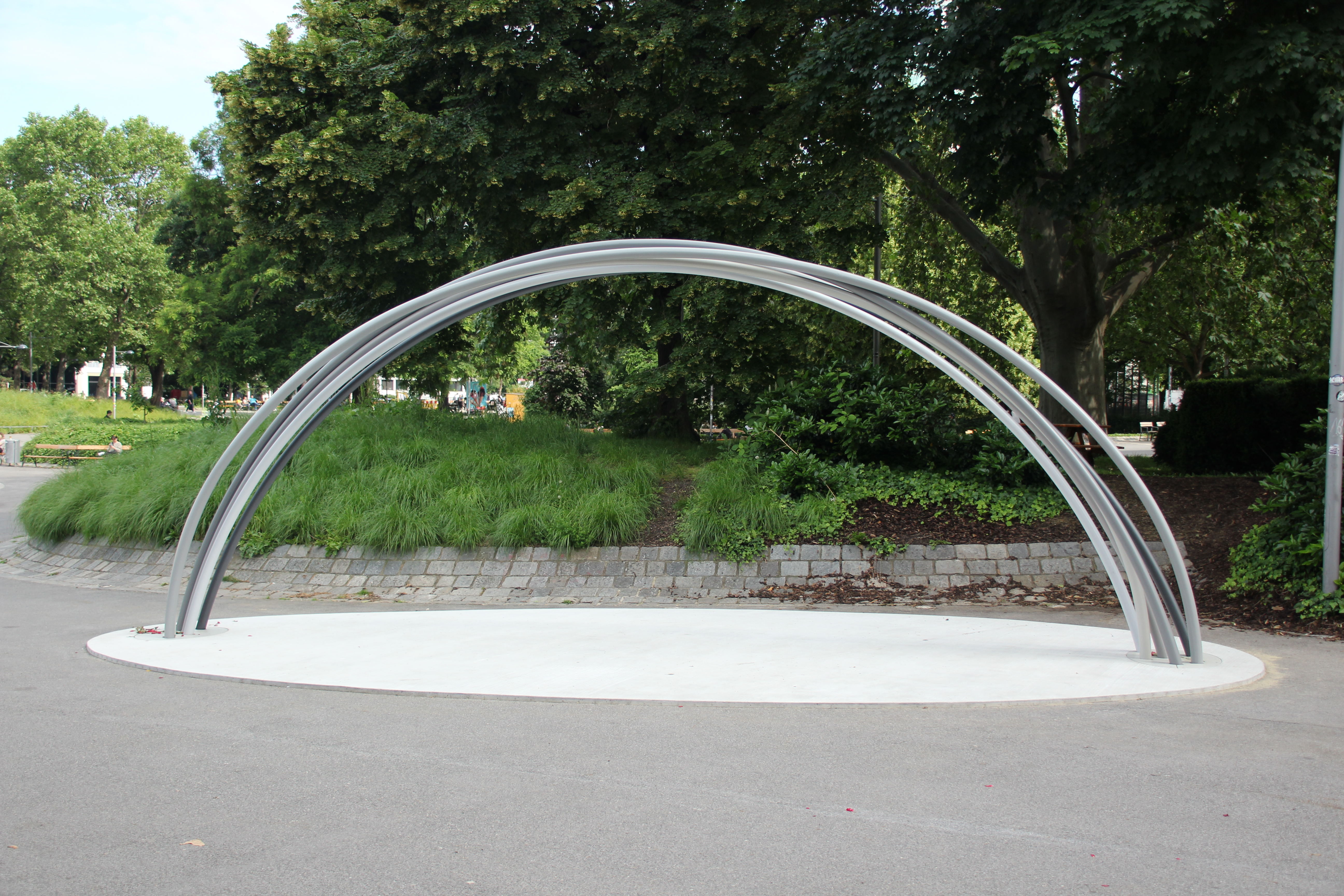
Denkmal für homosexuelle Opfer in der NS-Zeit / Arcus (Schatten eines Regenbogens)

2019 wurde der Resselpark als neuer Standort für das Denkmal für homosexuelle Opfer in der NS-Zeit fixiert. Vorsitzender der Wettbewerbsjury, die den Entwurf ausgewählt hatte, war Hannes Sulzenbacher. Anfang Juni 2023 wurde die fertiggestellte Skulptur mit dem Titel Arcus (Schatten eines Regenbogens) der Künstler Sarah Ortmeyer und Karl Kolbitz präsentiert. Das Gesamtbudget in der Höhe von 300.000 Euro wurde von der Stadt Wien und dem Nationalfonds der Republik Österreich zur Verfügung gestellt.
Zwischen der Karlskirche und dem Wien Museum wurde 2021 ein Gedenkstein platziert, der an den Besuch von 'Abdu'l-Bahá in Wien erinnert. Im Jahr 1913 traf er in Wien u. a. Bertha von Suttner und besuchte den Stadtpark, die Karlskirche und weitere bedeutende Plätze.  Die Tafel auf dem Stein trägt als Inschrift folgendes Zitat von 'Abdu'l-Bahá: “Wenn ein Kriegsgedanke kommt, so widersteht ihm mit einem stärkeren Gedanken des Friedens” 

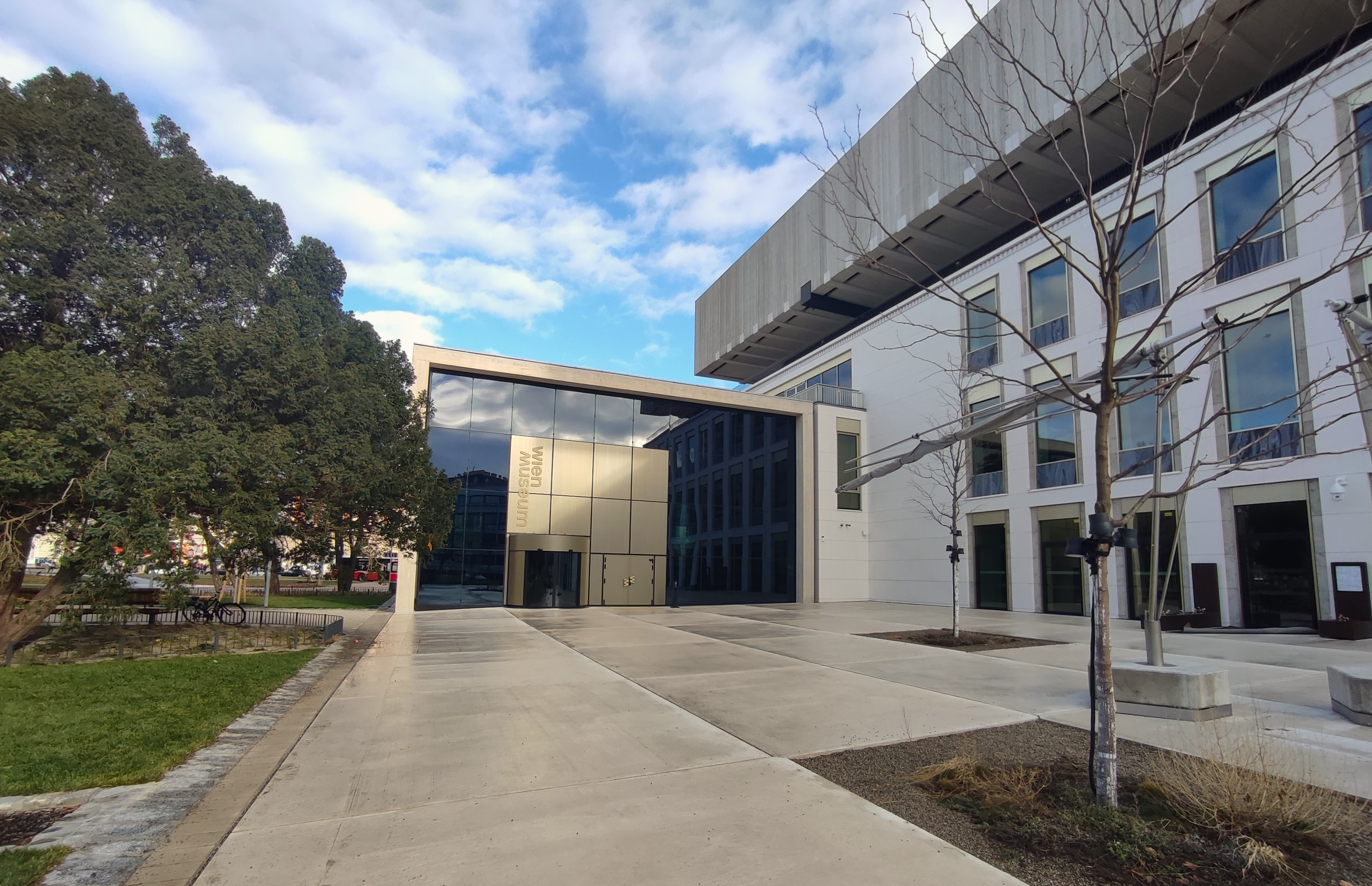
Wien Museum (2024)
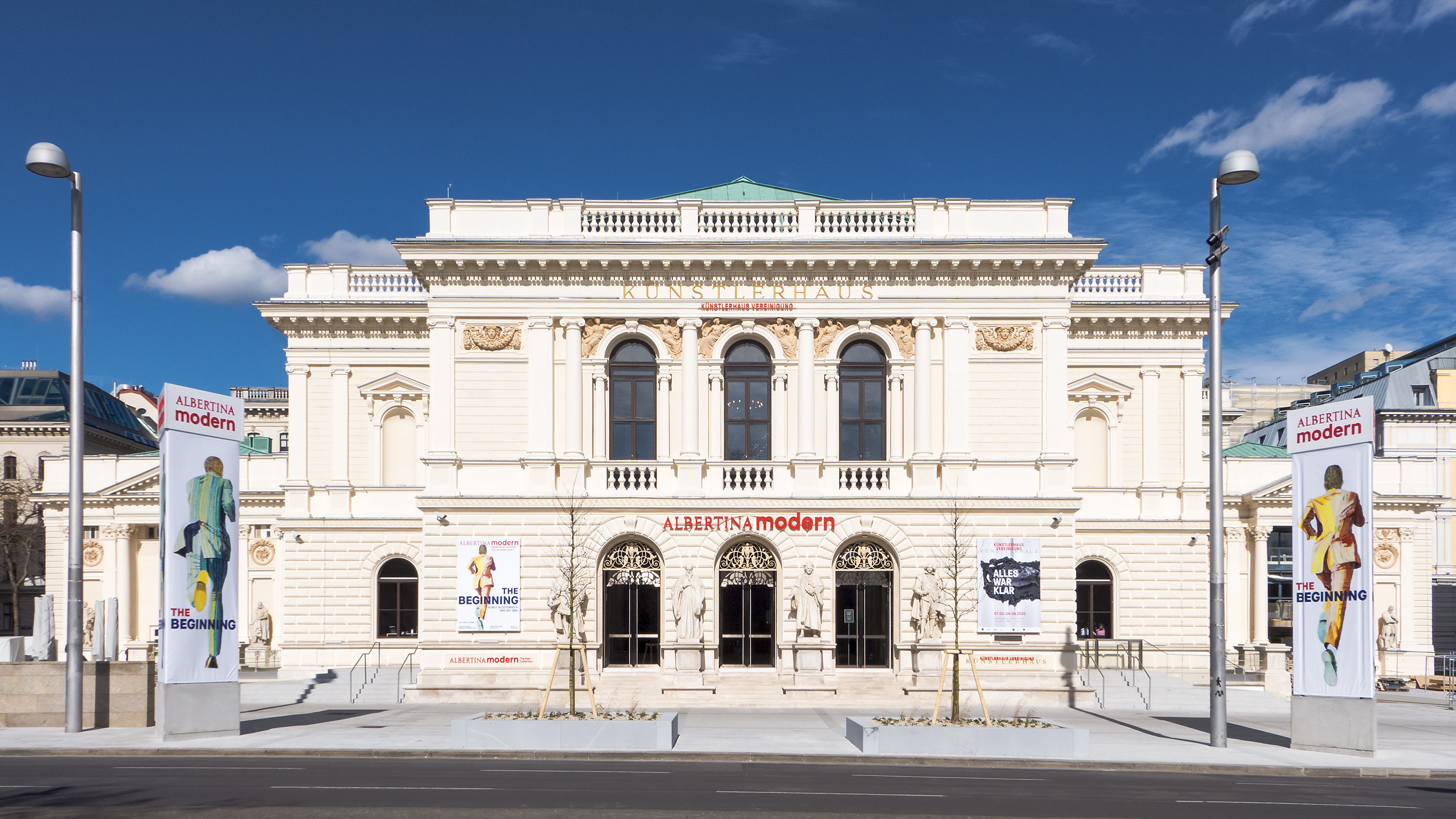
Künstlerhaus (mit Albertina modern)
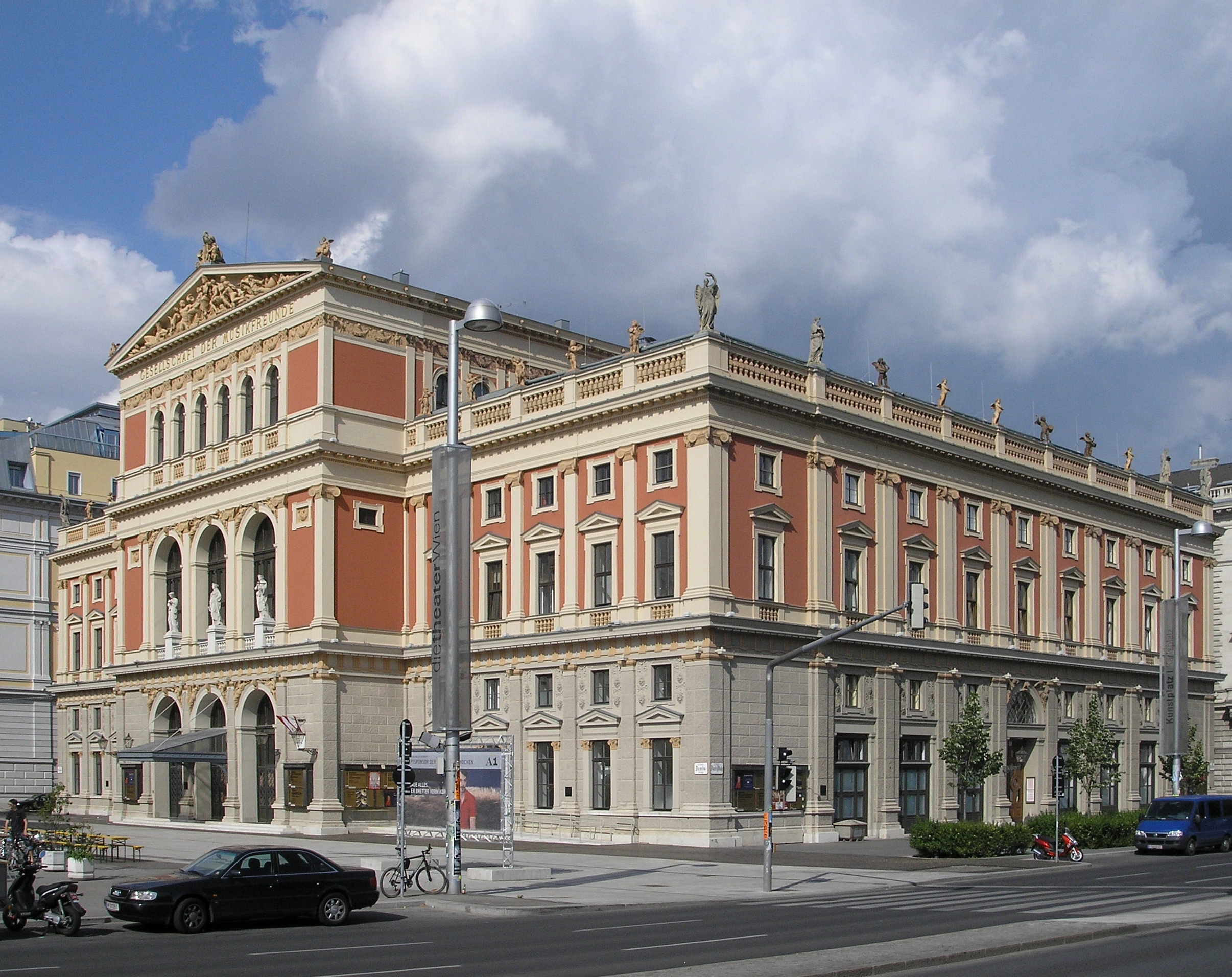
Wiener Musikverein
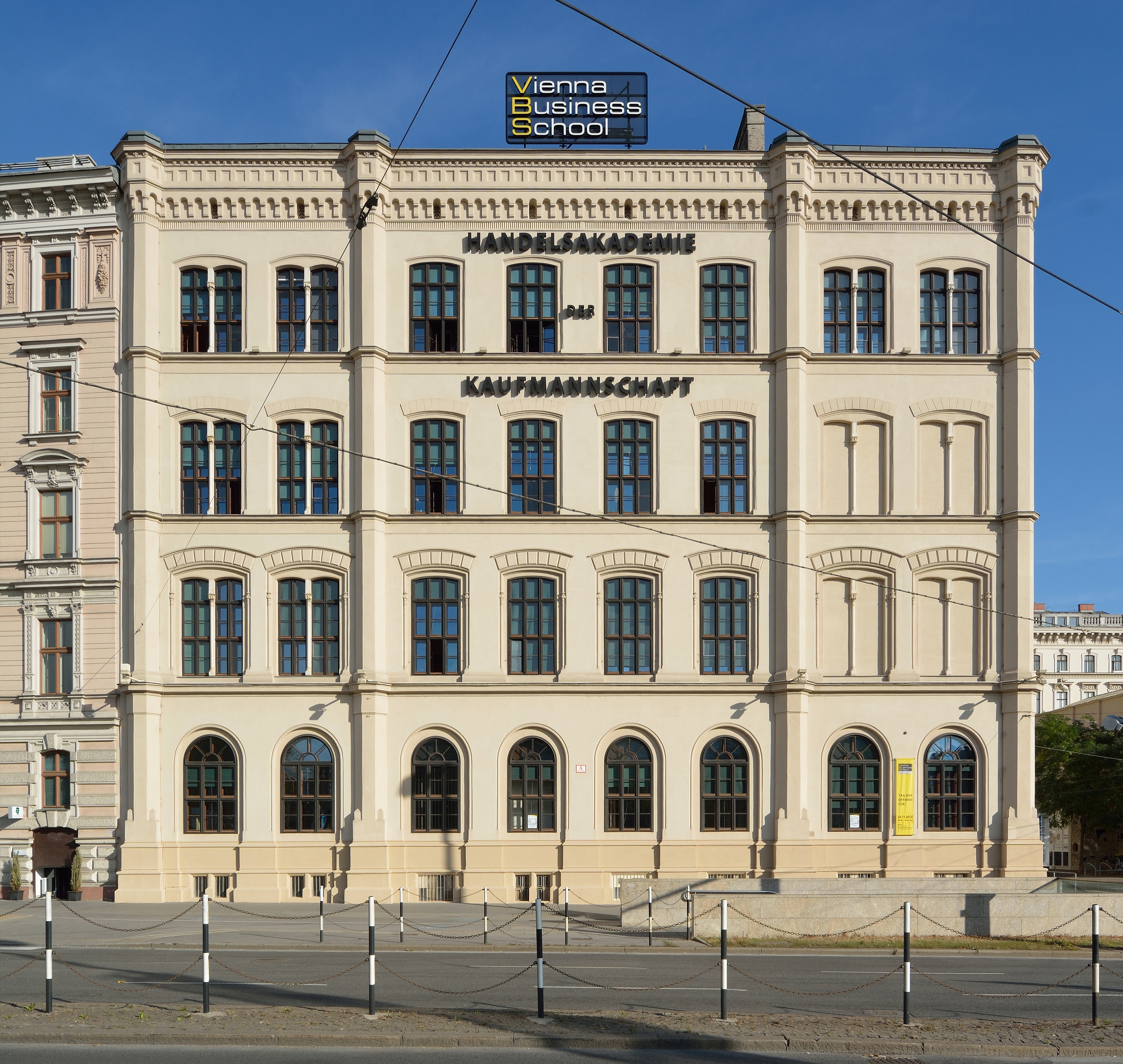
HAK I der Vienna Business School

Durch eine sechsspurige Fahrbahn, an deren südlichem Rand die Grenze zwischen 1. und 4. Bezirk verläuft, vom Rest des Platzes getrennt, schließen im Norden das Gebäude des Wiener Musikvereins, das Künstlerhaus, die Handelsakademie I der Vienna Business School und eine Reihe von Gründerzeit-Bürgerhäusern den Karlsplatz ab. An der Ecke zur Operngasse befindet sich dort das Café Museum.
Im Westen begrenzen das Secessionsgebäude und das Kleine Haus der Kunst (das ehemalige Verkehrsbüro-Gebäude) den Platz, der hier in das Areal des Naschmarktes übergeht. Nahe dem Bibliotheksgebäude der TU besteht im Rosa-Mayreder-Park mit dem project space Karlsplatz eine Außenstelle der Kunsthalle Wien.

## Nummerierung
Gebäude mit der Adresse Karlsplatz finden sich (abgesehen von nicht nummerierten Pavillons im Innenbereich des Platzes) nur im Norden, Osten und Süden des Platzes: Im Norden beginnt die Nummerierung mit Nr. 1 an der östlichen Ecke zur Kärntner Straße. Die Seitenfront des Musikvereins hat die Adresse Karlsplatz 6, das Wien Museum Nr. 8, die Karlskirche Nr. 10. Die Nummerierung endet mit der Evangelischen Schule auf Nr. 14 an der Ecke zur Wiedner Hauptstraße. An der westlichen Platzhälfte tragen die Gebäude Adressen von Treitlstraße und Friedrichstraße.

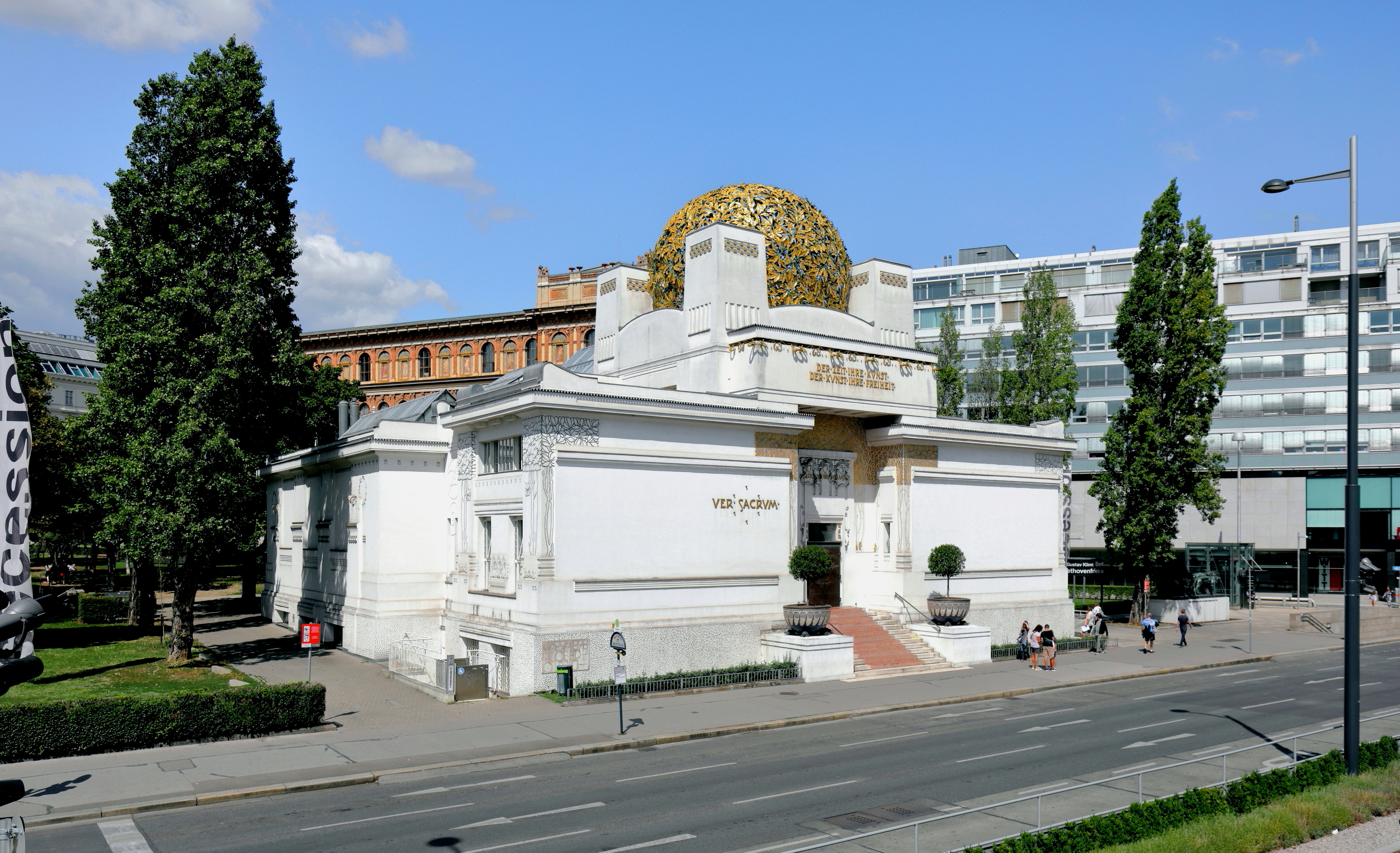
Wiener Secessionsgebäude
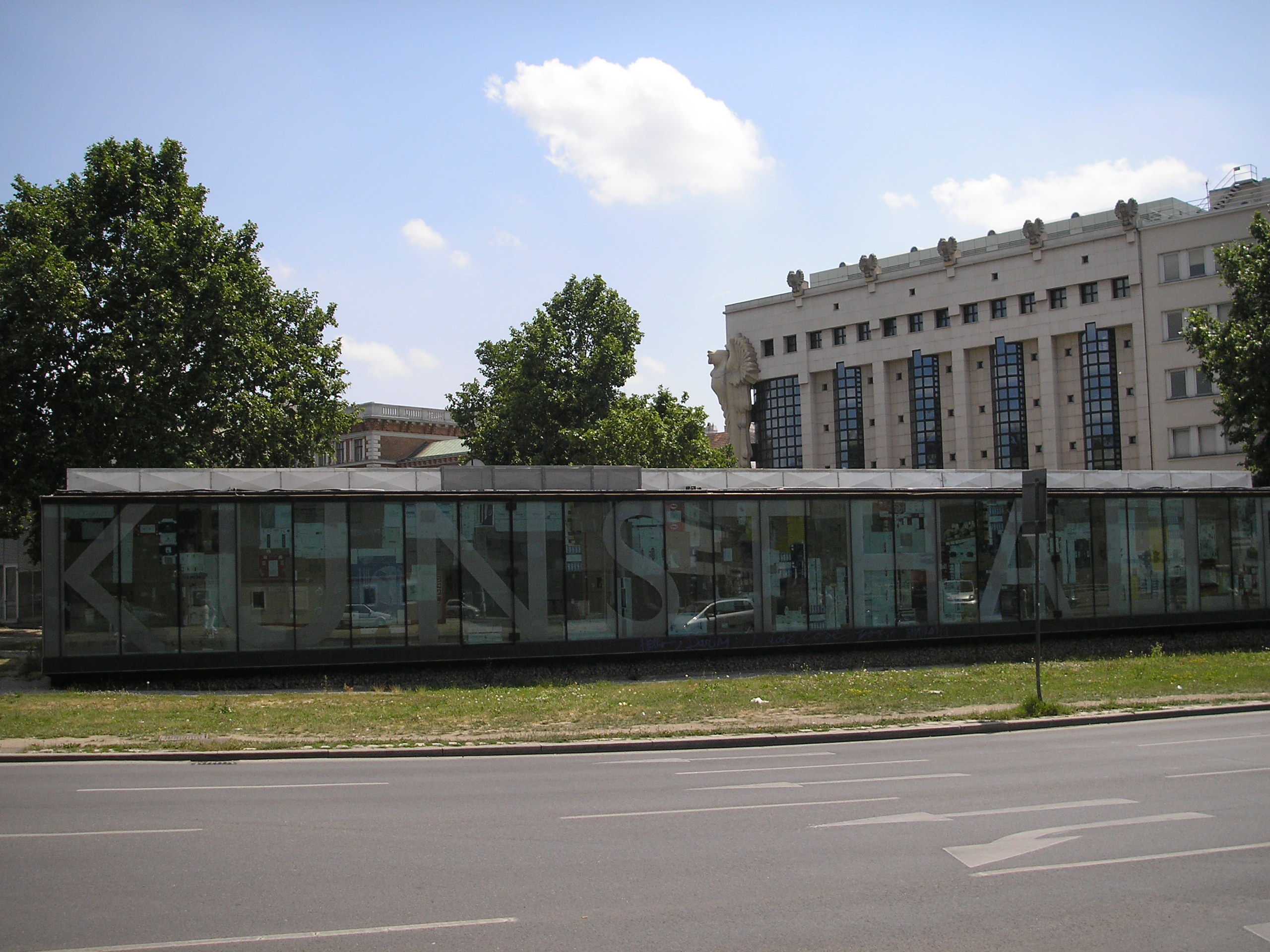
project space Karlsplatz
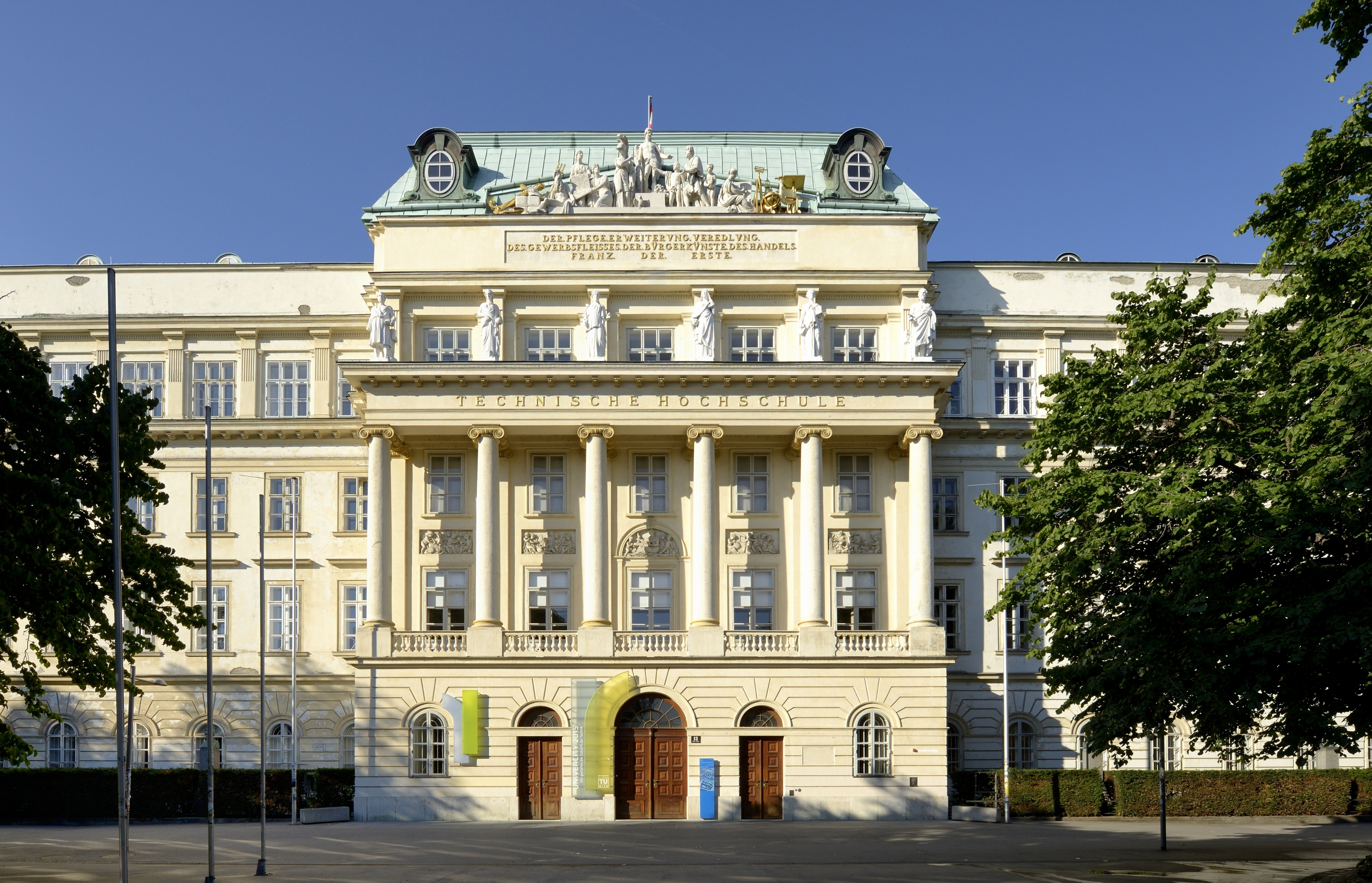
TU Wien, Hauptgebäude
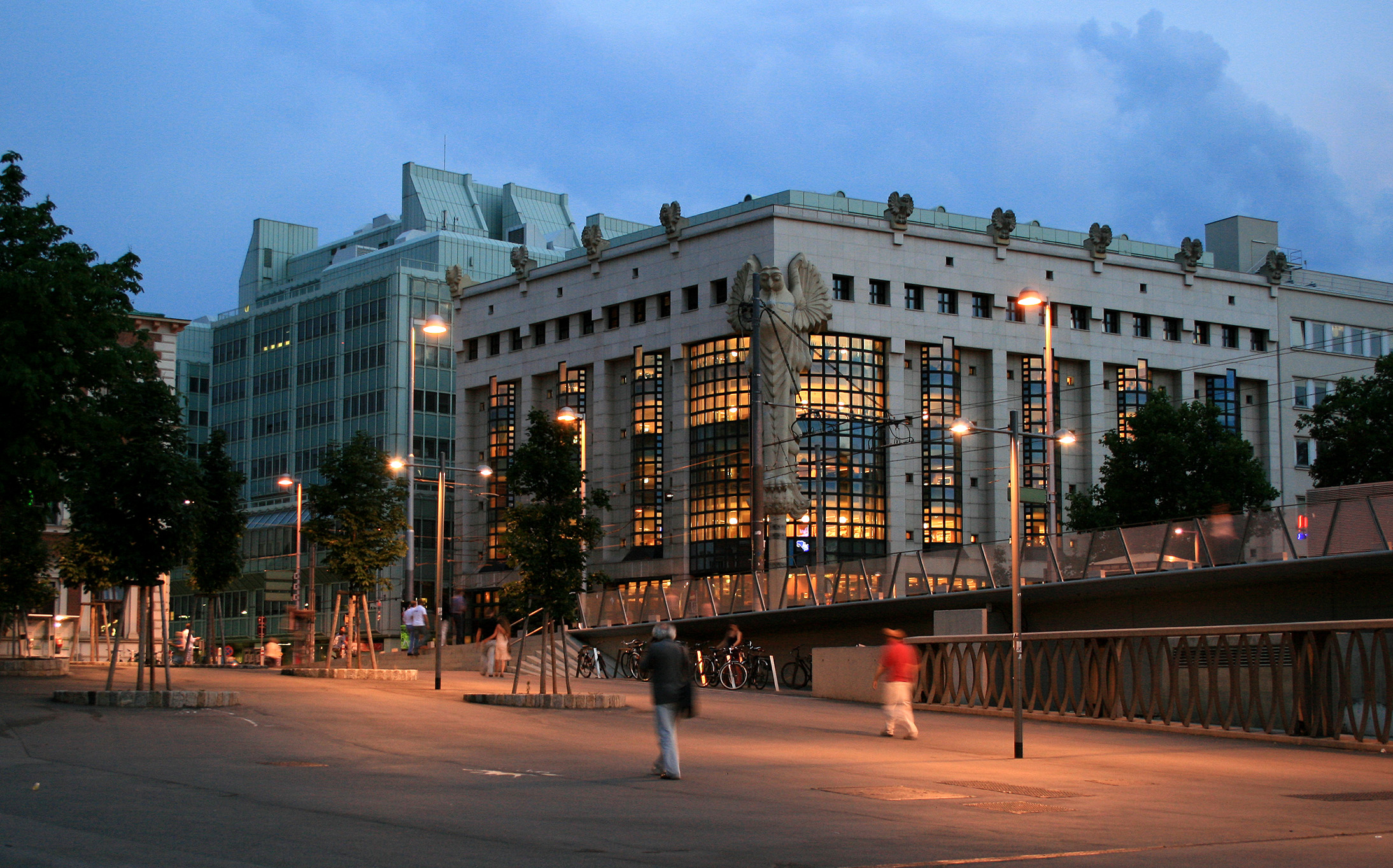
Bibliothek der TU Wien

## Kunst und Kultur am Karlsplatz

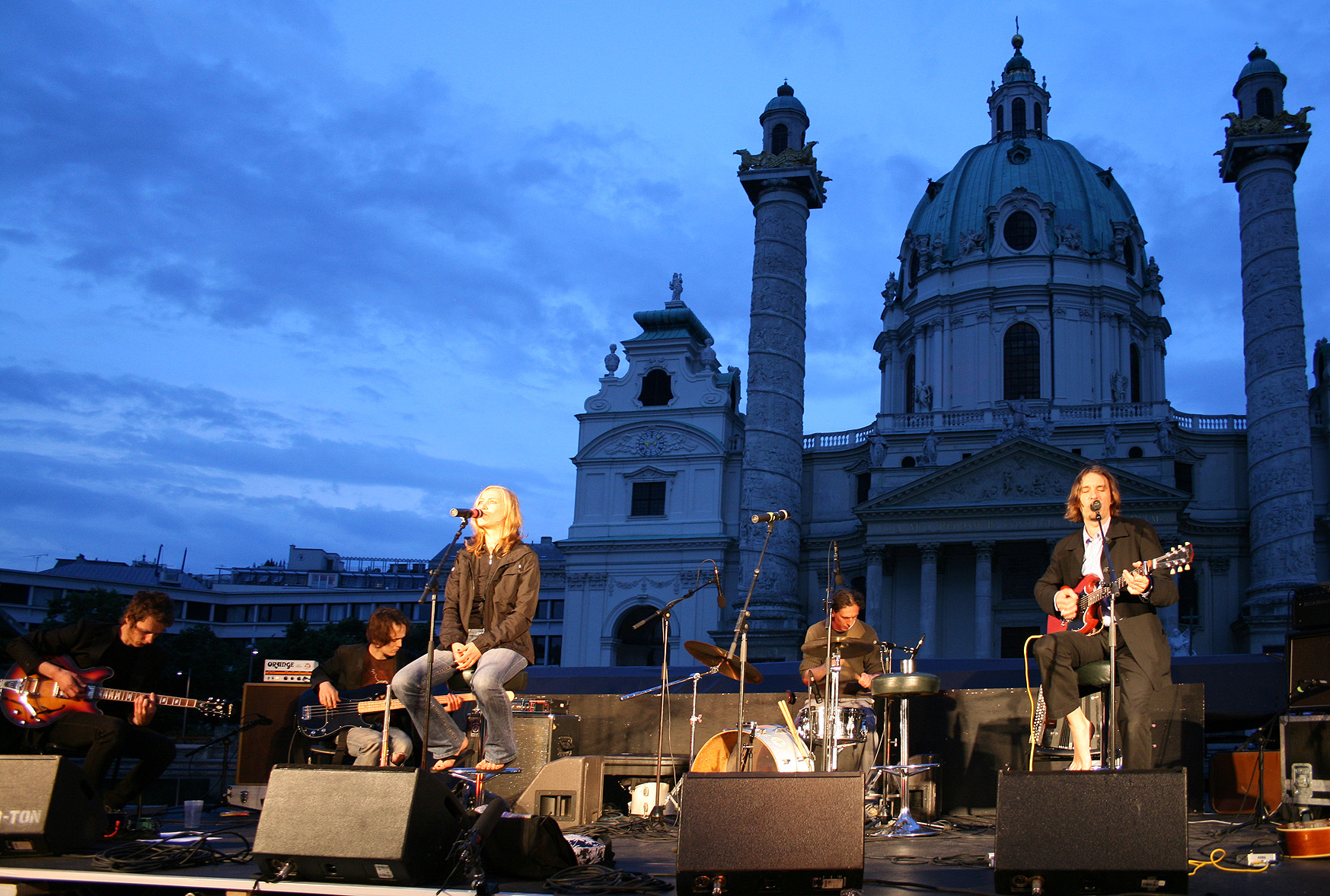
Kunstzone Karlsplatz 2008: Ernst Molden & Band

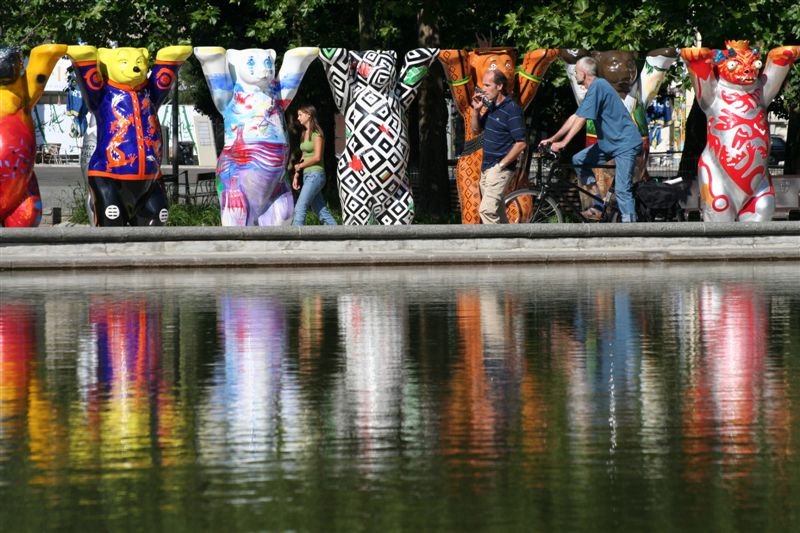
United Buddy Bears, 2006

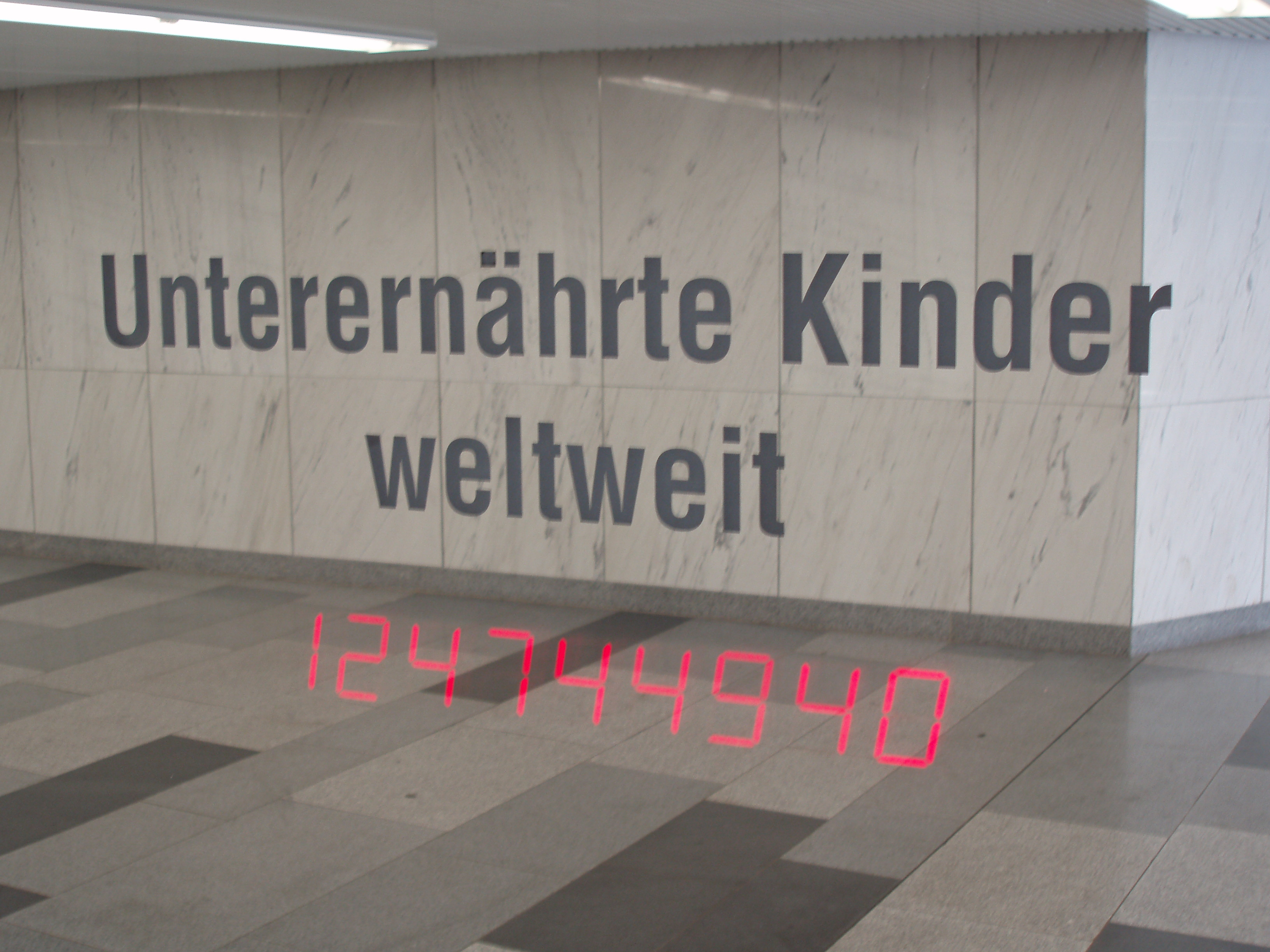
Ein factoid des Kunstprojekts Pi in den unterirdischen Passagen

1982 gestaltete die Künstlerin Margot Pilz Kaorle am Karlsplatz (angelehnt an Caorle, Italien), einen Sandstrand mit Palmen beim Teich vor der Karlskirche.
2004 wurde von Vertretern der Gemeinde Wien das Projekt Kunstplatz Karlsplatz vorgestellt. Als Ziele wurden unter anderem eine Neugestaltung der Parkanlagen in Hinsicht auf Garten-, Licht- und Raumkonzept sowie Wegführung, eine Verbesserung der Verkehrssituation für Fußgänger und Radfahrer und die Förderung von Kunstprojekten auf dem Karlsplatz genannt.
Im Anschluss an die Neugestaltung der Parkanlagen und die Eröffnung von Rosa-Mayreder-, Girardi- und Esperantopark im Jahr 2006 wurde die Wien Holding, ein hundertprozentiges Tochterunternehmen der Stadt Wien, mit der Fortführung des Projektes beauftragt. Am 1. August 2006 wurde die Projektgruppe karlsplatz.org, bestehend aus Gabriela Hegedüs und Christoph Möderndorfer, die bereits seit 2004 für die Organisation des Literaturfestivals O-Töne im MuseumsQuartier verantwortlich zeichnen, sowie Peter Melichar, mit der Umsetzung betraut. Es soll durch Vernetzung der verschiedenen rund um den Platz angesiedelten Institutionen aus den Bereichen Kunst, Kultur und Bildung (unter anderem Künstlerhaus, project space der Kunsthalle, Wien Museum, Technische Universität) der Platz zu einem Raum des kulturellen Austauschs und somit trotz der verkehrstechnisch schwierigen Lage neu belebt werden.
Der Stadt Wien – und mit Unterstützung durch Schauspielerin Christiane Hörbiger als Goodwill Ambassador von UNICEF – gelang es im Herbst 2006, die Ausstellung der United Buddy Bears rund um den Brunnen des Karlsplatzes zu präsentieren, ehe dieses von der UNO unterstützte Projekt ein Jahr später in Kairo und Jerusalem einer breiten Öffentlichkeit gezeigt wurde.
Im Sommer 2008, parallel zur Fußball-Europameisterschaft 2008 in Österreich und der Schweiz, wurde von karlsplatz.org die Kunstzone Karlsplatz ausgerichtet. Auf einer „Seebühne“ im Teich vor der Karlskirche fanden dabei täglich mehrere Konzerte vor allem österreichischer Musiker aus dem Bereich der Liedermacher-, der experimentelleren Pop- und der zeitgenössischen Wienerliedszene statt; auf einer „Baumbühne“ Darbietungen von Performancekünstlern. Seit 2010 findet auf dem Karlsplatz und in Räumlichkeiten einiger umliegender Institutionen im Sommer das mehrtägige Popfest statt.
2009 übersiedelte das Kino unter Sternen vom Augarten auf den Karlsplatz, das nach einer Pause 2017 im Jahr 2018 zum letzten Mal stattfand. 2019 startet das vom CineCollective veranstaltete Filmfestival Kaleidoskop am Karlsplatz.

## Drogenszene
In Österreich selbst ist das Wort „Karlsplatz“ zu einem Synonym für eine offene Drogenszene geworden. Aus diesem Grund wurde dort die erste polizeilich überwachte Schutzzone nach dem Sicherheitspolizeigesetz (SPG) geschaffen.